# Nettenchelys exoria
Nettenchelys exoria är en fiskart som beskrevs av Böhlke och Smith, 1981. Nettenchelys exoria ingår i släktet Nettenchelys och familjen Nettastomatidae. Inga underarter finns listade i Catalogue of Life.